# الکس دوپون (بازیکن فوتبال)
الکس دوپون (انگلیسی: Alex Dupont; ۳۰ ژوئن ۱۹۵۴ – ۱ اوت ۲۰۲۰) بازیکن فوتبال اهل فرانسه بود.
از باشگاه‌هایی که در آن بازی کرده‌است می‌توان به باشگاه فوتبال استاد برستوا ۲۹ اشاره کرد.